# Polydesmus erichsoni
Polydesmus erichsoni är en mångfotingart som beskrevs av Brandt 1839. Polydesmus erichsoni ingår i släktet Polydesmus och familjen plattdubbelfotingar. Inga underarter finns listade i Catalogue of Life.